# Werner Wächter

Werner Wächter

Werner Wächter (* 9. Mai 1902 in Erfurt; † August 1946) war ein deutscher Politiker (NSDAP) und Parteifunktionär.

## Leben und Wirken
Wächter wurde ab 1908 zehn Jahre in preußischen Kadettenanstalten in Köslin, Oranienstein und Lichterfelde ausgebildet.  Nach Kriegsende absolvierte Wächter eine kaufmännische Lehre in Berlin und Drewitz.
1922 trat Wächter in SA und die NSDAP ein und wurde Mitbegründer der Ortsgruppe Potsdam. 1923 wurde Wächter Vertreter der Firma OLEX Deutsche Benzin und Petroleum GmbH. 1929 wurde Wächter Gruppenleiter und 1932 Bezirksführer (Bezirk Westen des Gaus) und Kreisleiter 2 im Gau Berlin. In dieser Eigenschaft wurde er einer der engsten Mitarbeiter des Berliner Gauleiters Joseph Goebbels, als dessen „rechte Hand“ er galt. Bei der Reichstagswahl vom Juli 1932 wurde Wächter als Kandidat der NSDAP für den Wahlkreis 3 (Potsdam II) in den Reichstag gewählt, dem er zunächst bis zum November desselben Jahres angehörte. Im November 1933 kehrte er für seinen alten Wahlkreis in den nationalsozialistischen Reichstag zurück, dem er diesmal ohne Unterbrechung bis zum Mai 1945 angehörte.
Nach 1933 wurde Wächter Gaupropagandaleiter im Gau Berlin und Landesstellenleiter des Reichsministeriums für Volksaufklärung und Propaganda. 1939 leitete er in Berlin das Reichspropagandaamt. 1940 übernahm er die Leitung des Amtes I im Ministerium. 1942 wurde er SA-Gruppenführer und 1943 Chef des Propagandastabes der NSDAP.
Wächter galt nach dem Zweiten Weltkrieg als vermisst und wurde zum 31. Dezember 1950 offiziell für tot erklärt. Angaben aus sowjetischen Archiven nach wurde Wächter, nachdem er im September 1945 von sowjetischen Behörden festgenommen wurde, als hochrangiger NS-Funktionär zum Tode durch Erschießen verurteilt und wahrscheinlich im August 1946 hingerichtet.